# 可洛
可洛，原名梁偉洛，香港作家。畢業於香港浸會大學中文系。曾獲「中文文學雙年獎」、「青年文學獎」及「中文文學創作獎」等。個人作品包括《女媧之門》系列、小說集《繪逃師》、《她和他的盛夏》、詩集《幻聽樹》， 亦曾改編青少年小說《夢想Seed》、《愛是不保留》和《生命因愛動聽》。除了文學創作外，可洛也參與不同媒體的藝術創作。本身為創作支援網站CREATO的創辦人之一，現為創作組織「紅紅綠」成員，獨立創作誌《月台》編委。

## 外部連結
- google.com個人網站 （页面存档备份，存于）
- sleepylok.com